# Andrzej Rottermund
Andrzej Jan Rottermund (ur. 11 maja 1941 w Warszawie) – polski historyk sztuki, profesor nauk humanistycznych, muzeolog. W latach 1990–1996 przewodniczący Polskiego Komitetu Narodowego Międzynarodowej Rady Muzeów, w 1991 wiceminister kultury i sztuki, w latach 1991–2015 dyrektor Zamku Królewskiego w Warszawie, w latach 2011–2015 przewodniczący Polskiego Komitetu ds. UNESCO.

## Życiorys
W 1964 ukończył studia na Uniwersytecie Warszawskim. Następnie uzyskał stopień doktora i doktora habilitowanego. W 1990 otrzymał tytuł naukowy profesora. Jest autorem ponad 100 publikacji z zakresu historii sztuki i muzealnictwa.
W 2002 został członkiem korespondentem Polskiej Akademii Nauk, od 2022 członek rzeczywisty PAN. Uzyskał też godność członka zwyczajnego w Towarzystwie Naukowym Warszawskim. W latach 1975–1983 pełnił funkcję zastępcy dyrektora Muzeum Narodowego w Warszawie. Zajmował stanowisko prezesa Stowarzyszenia Historyków Sztuki (1987–1991), wiceministra kultury i sztuki w rządzie Jana Krzysztofa Bieleckiego (1991) oraz przewodniczącego Polskiego Komitetu Krajowego Międzynarodowej Rady Muzeów (1990–1996). Od 1991 do 2015 był dyrektorem Zamku Królewskiego w Warszawie. W 2009 został powołany w skład Społecznego Komitetu Odnowy Zabytków Krakowa. Pełnił także funkcję przewodniczącego Polskiego Komitetu ds. UNESCO (2011–2015).
Był członkiem komitetu poparcia Bronisława Komorowskiego przed wyborami prezydenckimi w 2010 i w 2015.

## Odznaczenia i wyróżnienia

### Ordery i odznaczenia
- Krzyż Wielki Orderu Odrodzenia Polski (za wybitne zasługi dla kultury polskiej, za osiągnięcia w działalności na rzecz zachowania dziedzictwa narodowego, 2011)[5][6]
- Krzyż Komandorski Orderu Odrodzenia Polski (1998)[7]
- Krzyż Oficerski Orderu Odrodzenia Polski (1994)[8]
- Złoty Medal „Zasłużony Kulturze Gloria Artis” (2005)[9]
- Odznaka Honorowa „Bene Merito” (2012)[10]
- Krzyż Kawalerski Orderu Zasługi RFN (Niemcy, 1999)
- Order Gwiazdy Białej III klasy (Estonia, 2002)[11]
- Krzyż Oficerski Orderu „Za Zasługi dla Litwy” (Litwa, 2006)[12]
- Komandor Orderu Gwiazdy Solidarności Włoskiej (Włochy, 2006)[13]
- Krzyż Wielki Orderu Pro Merito Melitensi (Zakon Maltański, 2013)[14]
- Krzyż Oficerski Orderu Narodowego Legii Honorowej (Francja, 2015)[14]
- Krzyż Komandorski Orderu Sztuki i Literatury (Francja, 2015)[15]

### Nagrody i wyróżnienia
- Nagroda Miasta Stołecznego Warszawy (1999)
- Honorowy obywatel m.st. Warszawy (2020)[16]
- Nagroda im. prof. Aleksandra Gieysztora (2024)[17]